# 深江村 (福岡県)
深江村（ふかえむら）は、福岡県糸島郡にあった村。現在の糸島市の一部。

## 地理
二丈岳の北東麓に位置し、北西は玄界灘に面していた。

## 歴史

### 沿革
- 1889年（明治22年）4月1日 - 町村制の施行により、怡土郡深江村、片山村、松末村が合併して村制施行し、深江村が発足[1][2]。
- 1896年（明治29年）4月1日 - 郡の統合により糸島郡に所属[1][3]。
- 1955年（昭和30年）1月1日 - 糸島郡一貴山村、福吉村と合併し二丈村を新設して廃止された[1][2]。

### 地名の由来
入江の地形に由来。

## 交通

### 鉄道
- 1924年（大正13年）- 北九州鉄道 福吉 – 前原間開通。筑前深江駅開設[1]。
- 1926年（大正15年）- 北九州鉄道 博多 - 東唐津間開通[1]
- 1937年（昭和12年）- 筑肥線に改称[1]。